# Stile libero
Lo stile libero è una categoria di competizione di nuoto, definita dalla Federazione Internazionale Nuoto (FINA), in cui i concorrenti sono soggetti solo ad alcune restrizioni. Le gare di stile libero sono le più comuni di tutte le competizioni di nuoto, con distanze che partono dai 50 metri e raggiungono i 1.500 metri. Le gare di fondo, disputate in acque libere, sono diverse e vengono scelte con regolamenti appositi a ogni manifestazione.
Lo stile crawl è il risultato di uno sviluppo delle tecniche di nuoto durato anni, circa dal 1850 ai primi del '900. Tale stile è un perfezionamento della tecnica di nuoto applicata dagli aborigeni australiani ed importato in Europa dagli inglesi.
Il termine crawl deriva dall'inglese to crawl "Avanzare strisciando" che a sua volta ha derivazione germanica; compare per la prima volta in Italia nel 1921. Il nome di questo stile nella lingua italiana è "Stile Libero" e fu coniato pochi anni dopo dall'Accademia d'Italia, tuttavia le tracce letterarie più vecchie riguardo a questo termine risalgono al 1957 nel Dizionario Enciclopedico sotto la voce "Libero".
Diversamente, nei regolamenti ufficiali "stile libero" significa che in una gara così designata il concorrente può nuotare in qualsiasi stile mentre per l'italiano "stile libero" si preferisce usare l'inglesismo crawl, lo stile più veloce per il nuoto in superficie, ma che è di fatto lo standard utilizzato in tale specialità.
Il nuotatore che pratica lo stile libero è detto "stilliberista".

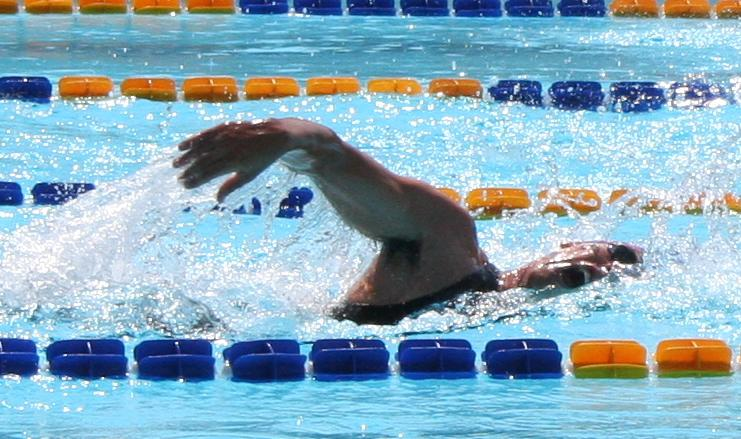
Una bracciata a crawl, usato nello stile libero

## Descrizione del movimento
Come accennato, "stile libero" non è sinonimo di crawl, il quale è lo stile più comunemente scelto dai nuotatori, poiché fornisce la massima velocità al minor costo energetico. Il crawl consiste in un movimento pressoché alternato delle braccia accompagnato da una propulsione continua degli arti inferiori (di norma si fanno almeno 3 movimenti delle braccia prima di respirare, mentre gli arti inferiori sono sempre in movimento), effettuato in posizione orizzontale sull'acqua e con il viso rivolto verso il basso guardando il pavimento della vasca della piscina. Nelle gare di stile libero la scelta di quale stile utilizzare è completamente a discrezione del nuotatore, anche se essendo il crawl lo stile più efficiente è praticamente l'unico usato in questo tipo di gara.

## Regolamento
Il regolamento non pone restrizioni alla tipologia dell'azione che i nuotatori intraprendono, imponendo di rispettare solamente alcune regole generali.
Stile libero significa "qualsiasi stile" e il nuotatore può decidere di nuotare in qualsiasi stile, usando teoricamente anche uno stile personale, nelle nuotate individuali, mentre non può usare rana, farfalla o dorso sia nelle gare di mista individuale che nelle gare di staffetta mista. Il muro deve essere toccato a ogni virata e al termine. Una parte del nuotatore deve essere sempre fuori dall'acqua, fatta eccezione per i primi 15 metri dopo la partenza e ogni virata; questa regola è stata introdotta per impedire ai nuotatori di usare il nuoto subacqueo, più veloce, anche per intere vasche. 
Le regole esatte della FIN / FINA per la "nuotata a stile libero" sono definite in una sezione apposita del regolamento e sono:
- NU 5.1 Stile libero significa che in una gara così designata il concorrente può nuotare in qualsiasi stile, tranne che nelle gare dei Misti Individuali o delle Staffette Miste, nelle quali stile libero significa qualsiasi stile diverso da dorso, rana e farfalla.
- NU 5.2 Il concorrente deve toccare la parete con una parte qualsiasi del corpo al completamento di ogni vasca e all’arrivo.
- NU 5.3 Una parte qualsiasi del corpo del concorrente deve rompere la superficie dell’acqua per tutta la durata della competizione, con l’eccezione che, al concorrente stesso, sarà consentito rimanere in completa immersione nel corso della virata e per una distanza non superiore a 15 metri dopo la partenza e dopo ogni virata. Da quel punto, la testa deve avere rotto la superficie dell’acqua.

Sono presenti anche altre limitazioni definite in altre parti del regolamento, alcune sono:
- NU 4.4 Ogni concorrente che inizi una partenza prima che il segnale sia stato dato può essere squalificato (“falsa partenza”).
- NU 9.2 (stile misto) Nella frazione stile libero il concorrente deve essere sempre sul petto tranne che in virata, eseguita la quale il concorrente deve tornare sul petto prima di ogni colpo di gambe o movimento di braccia.
- NU 10.5 In qualsiasi gara un concorrente, nell’effettuare la virata, deve prendere contatto fisico con la parete terminale della vasca o del percorso. La virata deve essere effettuata dalla parete e non è permesso spingersi o slanciarsi dal fondo vasca.
- NU 10.6 Stare in piedi sul fondo della vasca nel corso delle gare a stile libero o della frazione a stile libero delle gare miste, non comporta la squalifica del concorrente, purché egli non cammini.
- NU 10.7 Non è permesso tirarsi alla corda o ai galleggianti di delimitazione della corsia.

## Competizioni
Ci sono nove competizioni utilizzate nel nuoto stile libero, da poter svolgere sia in vasca lunga (50 metri) o corta (25 metri), ad eccezione della staffetta 4×50.
- 50 m stile libero
- 100 m stile libero
- 200 m stile libero
- 400 m stile libero
- 800 m stile libero
- 1500 m stile libero
- Staffetta 4 × 50 m stile libero (solo vasca corta)
- Staffetta 4 × 100 m stile libero
- Staffetta 4 × 200 m stile libero

Lo stile libero fa parte anche della gara mista sulle seguenti distanze:
- 100 m misti individuali (solo vasca corta)
- 200 m misti individuali
- 400 m misti individuali
- Staffetta mista 4 × 50 m (solo vasca corta)
- Staffetta mista 4 × 100 m
- Staffetta di genere misto[11] mista 4 × 50 m (solo vasca corta)
- Staffetta di genere misto[11] mista 4 × 100 m

Sia per le dimensioni della vasca che per altre motivazioni non è detto siano presenti tutte le competizioni nei vari eventi sportivi, come Olimpiadi e Campionati.
Ad oggi per i Primati Nazionali e Internazionali, sono riconosciute tutte le precedenti distanze per entrambi i sessi.